# Neophaenognatha minor
Neophaenognatha minor är en skalbaggsart som beskrevs av Bruch 1910. Neophaenognatha minor ingår i släktet Neophaenognatha och familjen Aclopidae. Inga underarter finns listade i Catalogue of Life.